# Ritzville
Ritzville ist eine Stadt (City) im Adams County im US-Bundesstaat Washington. Das U.S. Census Bureau hat bei der Volkszählung 2020 eine Einwohnerzahl von 1.767 ermittelt. Die Stadt ist der County Seat des Adams County. Sie ist Teil des Micropolitan Statistical Area Othello, das den gesamten Adams County umfasst und Teil des größeren Combined Statistical Area Moses Lake-Othello ist.

## Geschichte
Der erste weiße Siedler im heutigen Ritzville war 1880  William McKay. Die Stadt wurde nach Philip Ritz benannt, der in dem Gebiet zwei Jahre früher siedelte. Bis Dezember 1880 wurde die Ortslage von Ritzville von John W. Sprague im Auftrag seiner Firma, der Northern Pacific Railway, parzelliert. 1881 baute McKay das erste Haus der Stadt. Die Steigung der Northern Pacific wurde in der Nachbarschaft gebaut und McKays Heim wurde als Behelfs-Hotel für die Arbeiter und angehörige Durchreisende genutzt.
Mit der Eisenbahn kam eine neue Welle an Siedlern in die Gegend. Im Sommer 1881 errichtete McKay den ersten Laden und die Bahn baute einen Bahnhof in der Nähe, der auch als Hotel, Theater und Versammlungsraum diente. Zu dieser Zeit bewohnten etwa 50 Grünschnäbel das Dorf und die Schule bestand aus einem einfachen Unterstand an einem Haus. Die Wasserversorgung der Stadt bestand aus dem Wassertank der Eisenbahn, weil nicht erwartet wurde, Grundwasser zu finden. Die ersten Gottesdienste im Adams County wurden im April 1882 in Ritzville im Haus von McKay abgehalten und die First Congregational Church war bald darauf organisiert; ein Kirchengebäude sollte 1885 gebaut werden. Das Postamt wurde 1883 von J. L. Johnson aus Walla Walla gegründet, der auch McKays Laden kaufte. Bald darauf sollten viele andere Geschäfte in der Stadt entstehen. Am Ende der 1880er Jahre begann die Stadt ihre führende Rolle im Weizenhandel des „Big Bend Country“ (dt. etwa Land an der Großen Schleife [des Columbia]) wahrzunehmen und wuchs weiter.

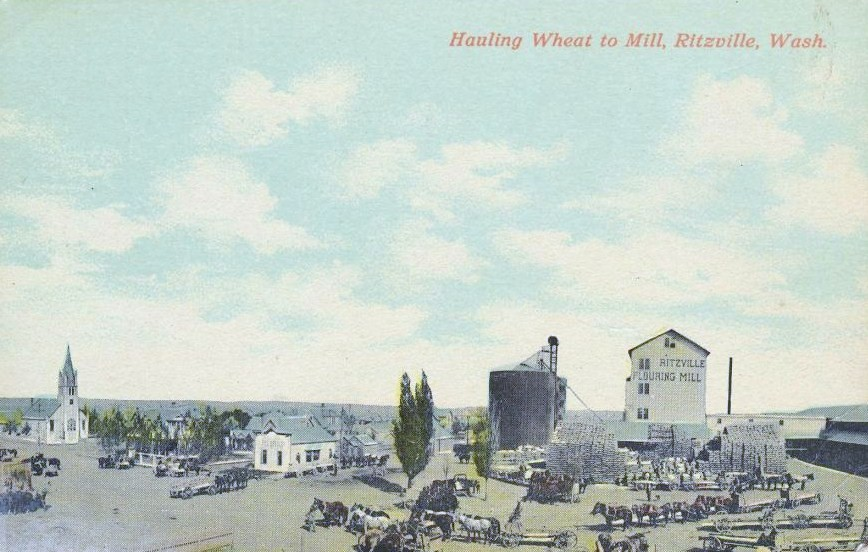
Weizen wird an der Mühle in Ritzville angeliefert (ca. 1908)

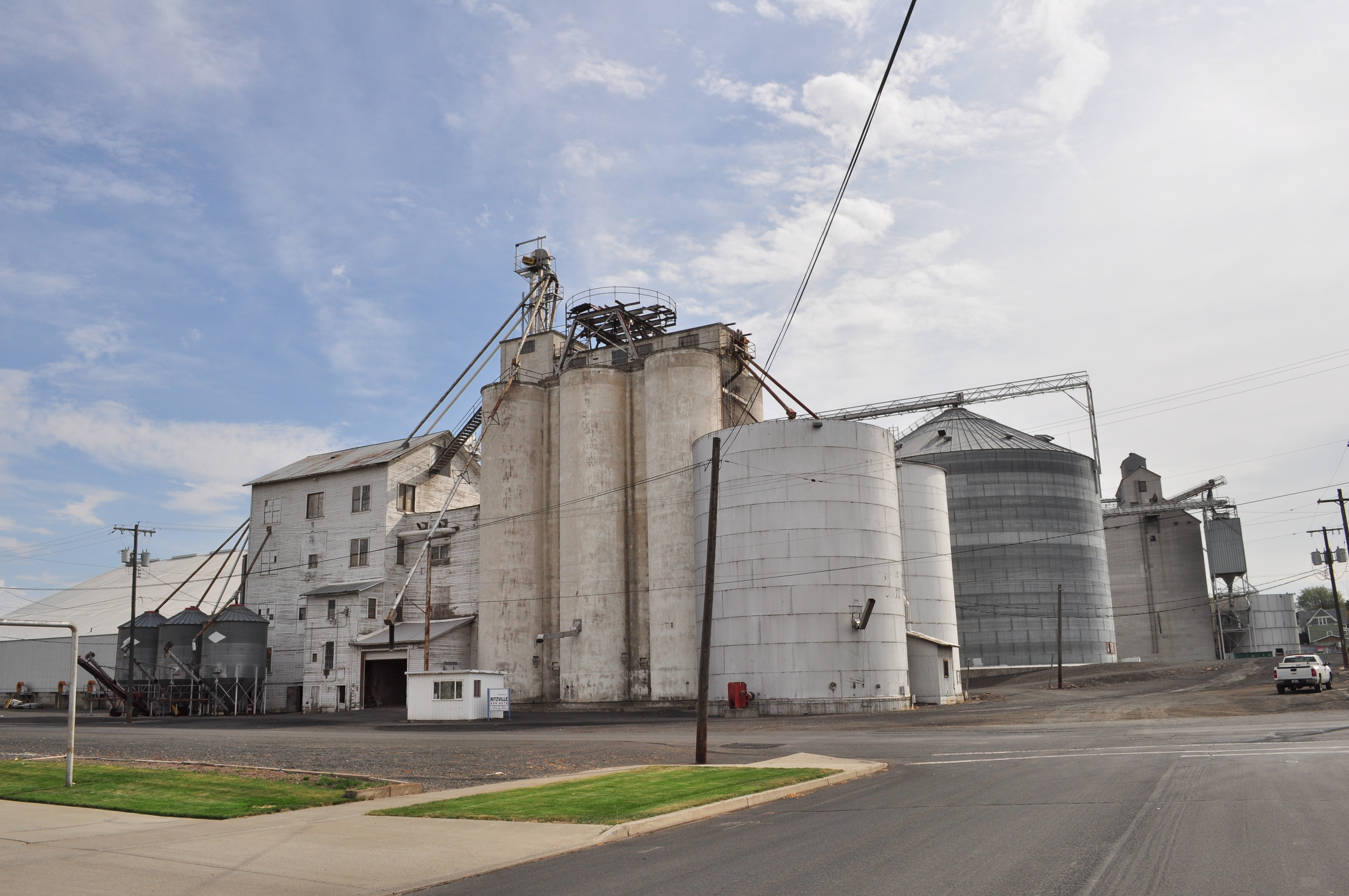
Getreidespeicher (2014). Weizen bleibt der Schlüssel zu Ritzvilles Wirtschaft.

Als die Wasserversorgung der Stadt über den Wassertank der Eisenbahn knapp zu werden begann, wurde eine Suche nach Grundwasser initiiert. Zunächst wurde kein Wasser gefunden, doch schließlich wurde ein Brunnen etwa eine Meile (1,6 km) östlich der Ortslage gebohrt. Die meisten Grundbesitzer stimmten der Verlegung der Stadt zur Quelle zu, nur ein großes Hotel, das nicht verlegt werden konnte, blieb außen vor. Auch in der ursprünglichen Ortslage wurde schließlich Wasser gefunden, und die Stadt musste nicht verlegt werden. Bis 1887 hatte Ritzville drei Gemischtwarenläden, eine Drogerie, einen Saloon, zwei Hufschmiede, zwei Holzstapelplätze, zwei Pferdepensionen, einen Gurtmacher, zwei Hotels und ein großes zweistöckiges Schulgebäude für 100 Schüler.
Am 6. Juni 1888 brach aufgrund eines defekten Rauchfangs ein Brand aus, der nahezu das gesamte Geschäftsviertel der Stadt auslöschte. Ritzville hatte zu dieser Zeit keine Feuerwache und die Einwohner waren nicht in der Lage, die Flammen effektiv zu bekämpfen. Der Wiederaufbau kam rasch in Gang und 1889 konnte vom ersten Bürgermeister der Stadt, N. H. Greene, das erste steinerne Gebäude errichtet werden. Es steht noch immer und ist heute Teil des Ritzville Historic District, eines Ensembles von Gebäuden, die im National Register of Historic Places aufgeführt sind.
Im Gefolge des Brandes wurde Ritzville 1888 als Kleinstadt (Town) und erneut am 17. Juli 1890 als Stadt (City) anerkannt, nachdem Washington Bundesstaat wurde. Die erste Bank, The Adams County Bank  (später First National Bank), folgte im April 1891. Das erste ständige Gerichtsgebäude des Adams County wurde 1892 erbaut. Nach einem weiteren Brand 1894 in Downtown wurde ein Wasserwerk für 20.000 US-Dollar installiert.
Nachdem der Börsenkrach von 1893 etwa 1898 abgeflaut war, erfuhr Ritzville einen neuen Boom, der nach neuen Grundstücken und Hausbauten verlangte. Ein Telefonnetz wurde im August 1899 in Betrieb genommen. Bis zur Jahrhundertwende war die Bevölkerung auf 1.200 Personen angewachsen. Schließlich wurde 1901 eine Freiwillige Feuerwehr gegründet, deren Ausrüstung von den Bürgern finanziert wurde. Im gleichen Jahr errang Ritzville den Titel des größten Weizenhandelsplatzes der Welt. Zwischen August 1901 und August 1902 wurden schätzungsweise 1.967.725 Bushel (69.340.804,87 Liter) Weizen in den Lagerhäusern von Ritzville für den Versand gelagert und 1.990 Waggons Weizen und Mehl wurden verkauft. Diese Zahlen wurden nur 1902 erreicht. Am 17. Januar 1902 wurde Ritzville mit Hilfe eines von einer Dampfmaschine angetriebenen Dynamos elektrifiziert. Die Handelskammer wurde 1903 gegründet. Im Folgejahr wurde das Gerichtsgebäude auf das Doppelte erweitert. In der Stadt wurde 1907 eine Carnegie Library eingerichtet, die einzige im Adams County. Sie dient noch heute als Stadtbibliothek.
Bis zur Großen Depression verlangsamte sich das Wachstum und Ritzville richtete sich als Kleinstadt ein. In den 1960er Jahren wurde die Interstate 90 um das Südende der Stadt herumgebaut; der U.S. Highway 10 wurde so ersetzt und der U.S. Highway 395 in Washington neu trassiert, so dass der Verkehr an der Innenstadt vorbeigeleitet wurde. Die eingeschränkte Entwicklung der Stadt trug von da an zu ihrem Charme bei und unterstützte die Ausweisung des Ritzville Historic District 1990.
In der A.M. Kendrick Collection ist ein Großteil der Geschichte von Ritzville und dem Adams County dokumentiert. Dieses Bildarchiv, das den Alltag im östlichen Washington illustriert, wurde ursprünglich vom Adams County Rural Library District No. 2 (früher Ritzville Public Library), unterhalten und wird nun in digitaler Form im Washington State Digital Archives aufbewahrt.

## Geographie

### Lage

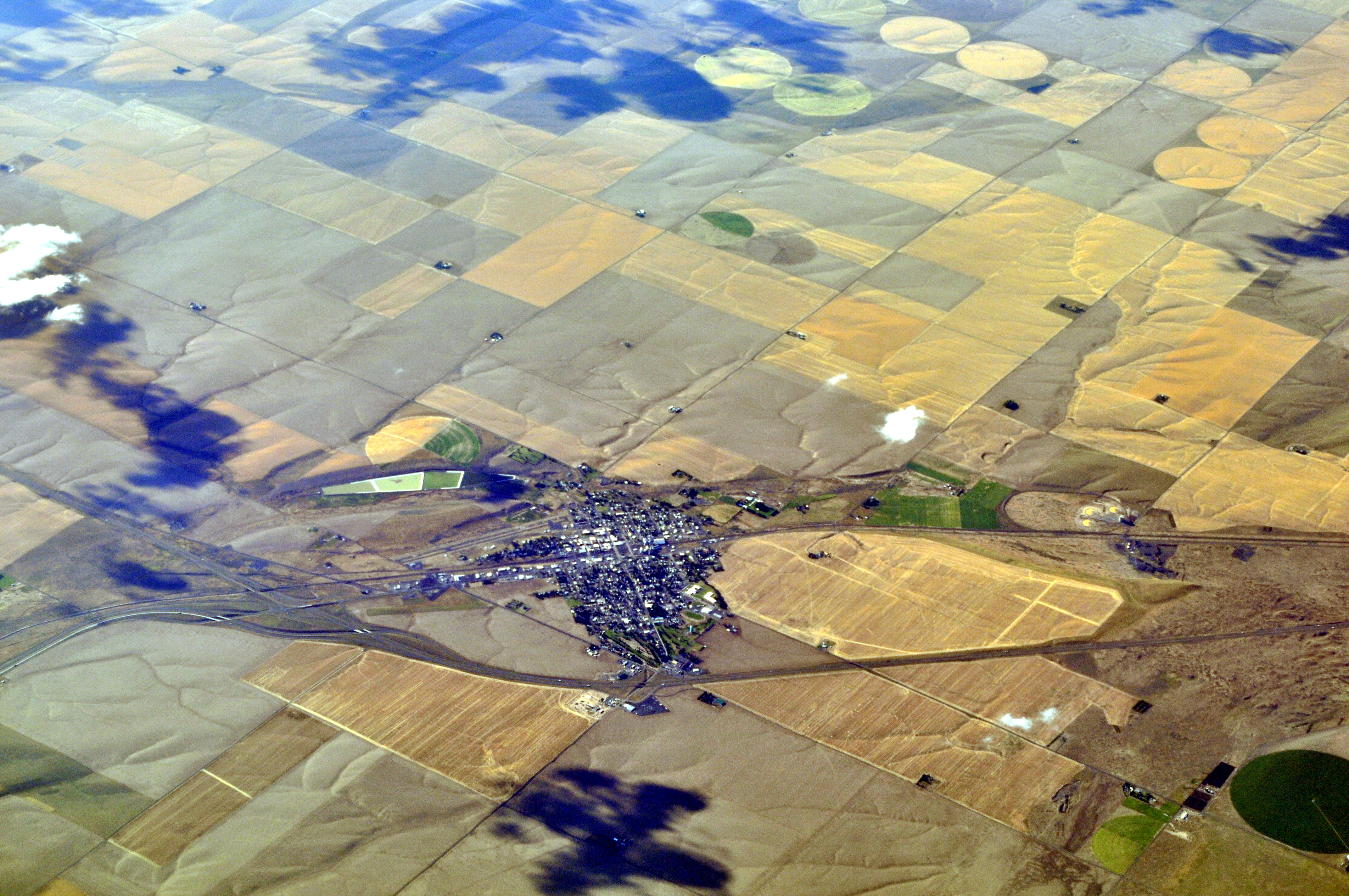
Luftbild von Ritzville (2013)

Ritzville liegt etwa 53 mi (85 km) südwestlich von Spokane an der Interstate 90 und dem U.S. Highway 395. Nach dem United States Census Bureau nimmt die Stadt eine Gesamtfläche von 4,4 Quadratkilometern ein, worunter keine Wasserflächen sind.

### Klima
Ritzville hat ein semiarides Klima (nach der Klimaklassifikation nach Köppen und Geiger, abgekürzt „BSk“). Der durchschnittliche jährliche Niederschlag beträgt 302 mm. Die durchschnittliche Temperatur beträgt im Januar 27 °F (−2,8 °C), im Juli 69 °F (20,6 °C). Der mittlere jährliche Schneefall erreicht 20 in (508 mm).
|                        | Jan    | Feb    | Mär    | Apr    | Mai   | Jun   | Jul   | Aug   | Sep   | Okt    | Nov    | Dez    |   |        |
| Mittl. Temperatur (°C) | −2,44  | 0,64   | 4,75   | 8,67   | 12,94 | 16,89 | 21,25 | 20,67 | 16,17 | 9,72   | 2,67   | −1,44  | ⌀ | 9,3    |
| Mittl. Tagesmax. (°C)  | 15,56  | 18,89  | 25,00  | 33,33  | 37,22 | 42,22 | 43,89 | 44,44 | 39,44 | 33,89  | 21,11  | 16,67  | ⌀ | 31     |
| Mittl. Tagesmin. (°C)  | −30,56 | −31,11 | −17,78 | −11,67 | −6,11 | −1,67 | 0,56  | 0,00  | −6,67 | −15,00 | −25,56 | −29,44 | ⌀ | −14,5  |
|                        |        |        |        |        |       |       |       |       |       |        |        |        |   |        |
| Niederschlag (mm)      | 34,80  | 27,69  | 25,65  | 20,57  | 22,86 | 20,57 | 8,64  | 9,65  | 13,21 | 23,37  | 39,12  | 42,16  | Σ | 288,29 |

| −30,56 |

| −31,11 |

| −17,78 |

| −11,67 |

| −6,11 |

| −1,67 |

| 0,56 |

| 0,00 |

| −6,67 |

| −15,00 |

| −25,56 |

| −29,44 |

| −30,56 |

| −31,11 |

| −17,78 |

| −11,67 |

| −6,11 |

| −1,67 |

| 0,56 |

| 0,00 |

| −6,67 |

| −15,00 |

| −25,56 |

| −29,44 |

## Demographie

### Census 2000
Nach der Volkszählung von 2000 gab es in Ritzville 1.736 Einwohner, 777 Haushalte und 470 Familien. Die Bevölkerungsdichte betrug 198,4 pro km². Es gab 873 Wohneinheiten bei einer mittleren Dichte von 261,3 pro km².
Die Bevölkerung bestand zu 95,79 % aus Weißen, zu 0,35 % aus Afroamerikanern, zu 0,58 % aus Indianern, zu 0,58 % aus Asiaten, zu 0,86 % aus anderen „Rassen“ und zu 1,84 % aus zwei oder mehr „Rassen“. Hispanics oder Latinos „jeglicher Rasse“ bildeten 2,36 % der Bevölkerung.
Von den 777 Haushalten beherbergten 24,1 % Kinder unter 18 Jahren, 48,5 % wurden von zusammen lebenden verheirateten Paaren, 8,9 % von alleinerziehenden Müttern geführt; 39,4 % waren Nicht-Familien. 36,4 % der Haushalte waren Singles und 17,6 % waren alleinstehende über 65-jährige Personen. Die durchschnittliche Haushaltsgröße betrug 2,15 und die durchschnittliche Familiengröße 2,75 Personen.
Der Median des Alters in der Stadt betrug 46 Jahre. 21,7 % der Einwohner waren unter 18, 5,1 % zwischen 18 und 24, 21,8 % zwischen 25 und 44, 26,3 % zwischen 45 und 64 und 25,1 65 Jahre oder älter. Auf 100 Frauen kamen 93,5 Männer, bei den über 18-Jährigen waren es 86,3 Männer auf 100 Frauen.
Alle Angaben zum mittleren Einkommen beziehen sich auf den Median. Das mittlere Haushaltseinkommen betrug 32.560 US$, in den Familien waren es 40.240 US$. Männer hatten ein mittleres Einkommen von 32.500 US$ gegenüber 21.083 US$ bei Frauen. Das Pro-Kopf-Einkommen betrug 18.308 US$. Etwa 8,4 % der Familien und 14,3 % der Gesamtbevölkerung lebte unterhalb der Armutsgrenze; das betraf 20,1 % der unter 18-Jährigen und 8,6 % der über 65-Jährigen.

### Census 2010
Nach der Volkszählung von 2010 gab es in Ritzville 1.673 Einwohner, 751 Haushalte und 444 Familien. Die Bevölkerungsdichte betrug 380 pro km². Es gab 902 Wohneinheiten bei einer mittleren Dichte von 204,9 pro km².
Die Bevölkerung bestand zu 94,5 % aus Weißen, zu 0,1 % aus Afroamerikanern, zu 0,8 % aus Indianern, zu 0,5 % aus Asiaten, zu 2,4 % aus anderen „Rassen“ und zu 1,7 % aus zwei oder mehr „Rassen“. Hispanics oder Latinos „jeglicher Rasse“ bildeten 5,7 % der Bevölkerung.
Von den 751 Haushalten beherbergten 23 % Kinder unter 18 Jahren, 46,1 % wurden von zusammen lebenden verheirateten Paaren, 8,7 % von alleinerziehenden Müttern und 4,4 % von alleinstehenden Vätern geführt; 40,9 % waren Nicht-Familien. 36,2 % der Haushalte waren Singles und 18 % waren alleinstehende über 65-jährige Personen. Die durchschnittliche Haushaltsgröße betrug 2,15 und die durchschnittliche Familiengröße 2,75 Personen.
Der Median des Alters in der Stadt betrug 48,1 Jahre. 20,6 % der Einwohner waren unter 18, 6,4 % zwischen 18 und 24, 19,2 % zwischen 25 und 44, 30,5 % zwischen 45 und 64 und 23,3 65 Jahre oder älter. Von den Einwohnern waren 48,8 % Männer und 51,2 % Frauen.

## Sehenswürdigkeiten
Fünf einzelne Gebäude in Ritzville sind im National Register of Historic Places gelistet:
- The Burroughs (Dr. Frank R.) House in der Main Street
- das Northern Pacific Railroad Depot
- das Greene (Nelson H.) House an der South Adams Street
- die Ritzville Carnegie Library an der West Main Street
- die Ritzville High School (auch „Old Ritzville High School“) on Seventh Avenue. The Burroughs House and the National Pacific Depot have both been ceded to the city and maintained as museums by volunteers.[13]

Der Ritzville Historic District, gruob begrenzt vom Broadway, der Division Street, der Railroad Avenue und der Washington Street ist gleichfalls im Register aufgeführt.
Das New Ritz Theatre wurde 1937 eröffnet und vom im Nordwesten profilierten Kino-Architekten Bjarne Moe gestaltet. Die Architektur und der Zuschauerraum für 400 Personen sind im Originalzustand erhalten.
Ritzville ist gegenwärtig Gastgeber des größten jährlichen Rodeos in Ost-Washington.:98

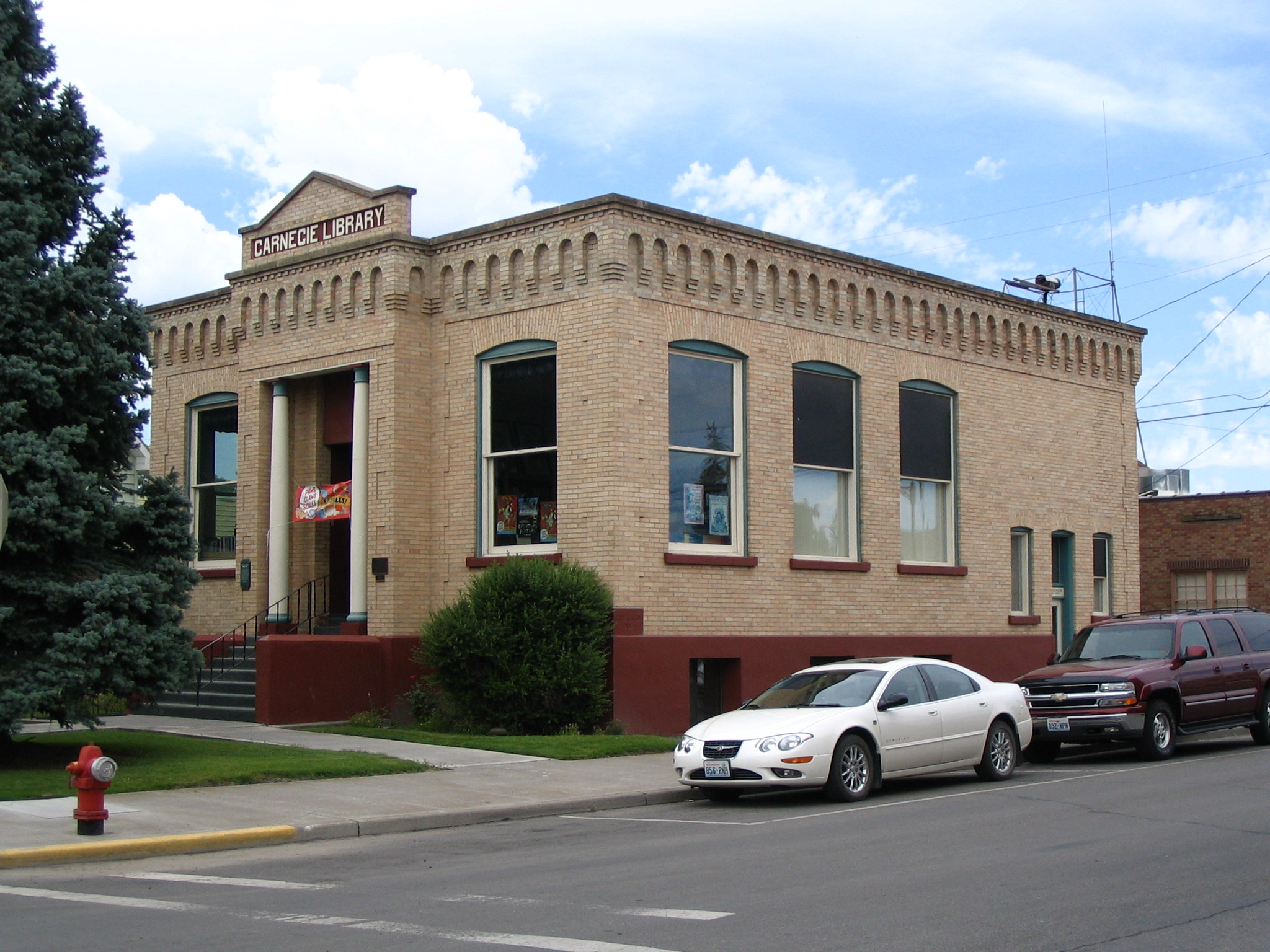
Die Ritzville Carnegie Library
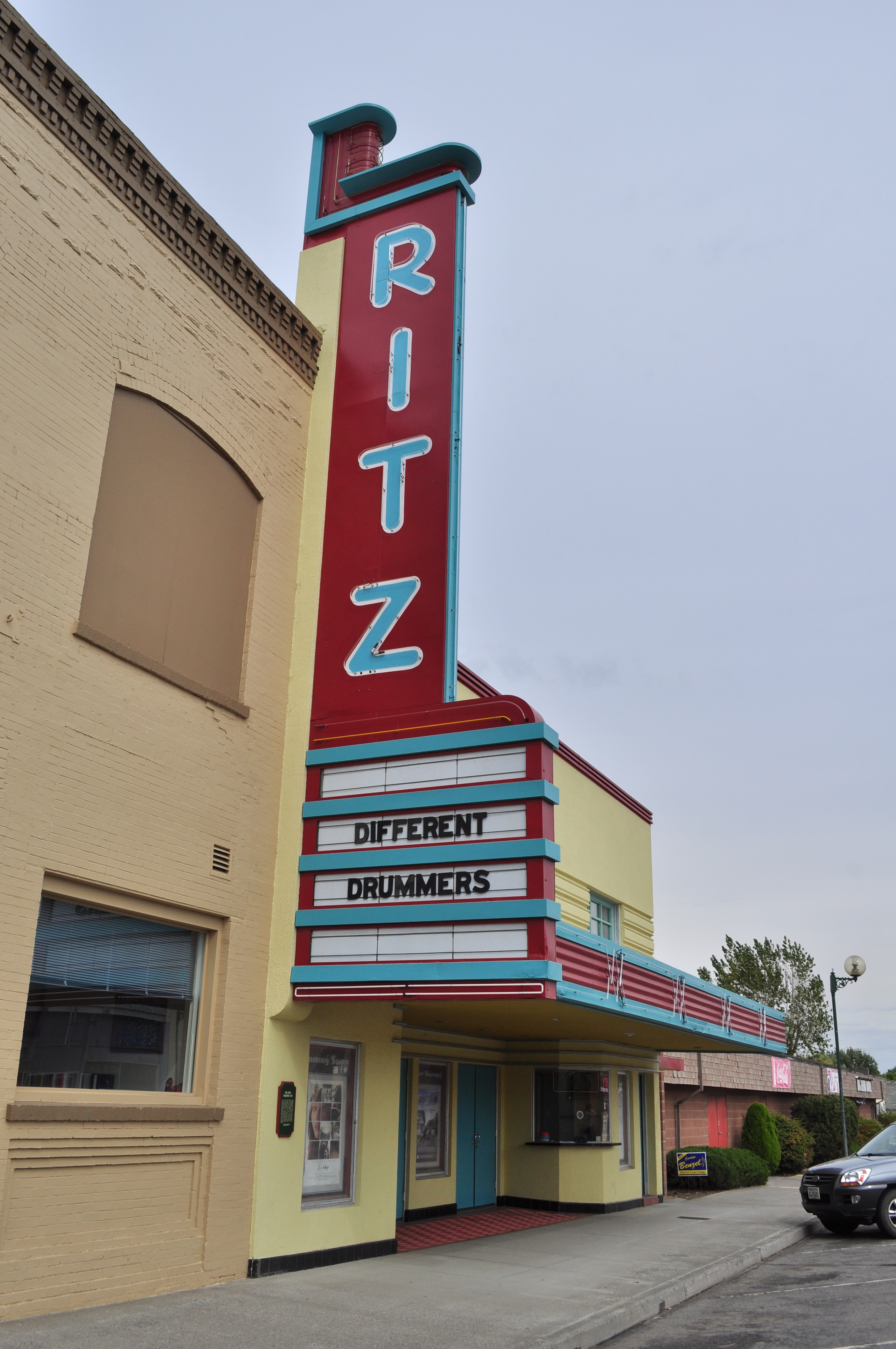
Das New Ritz Theatre
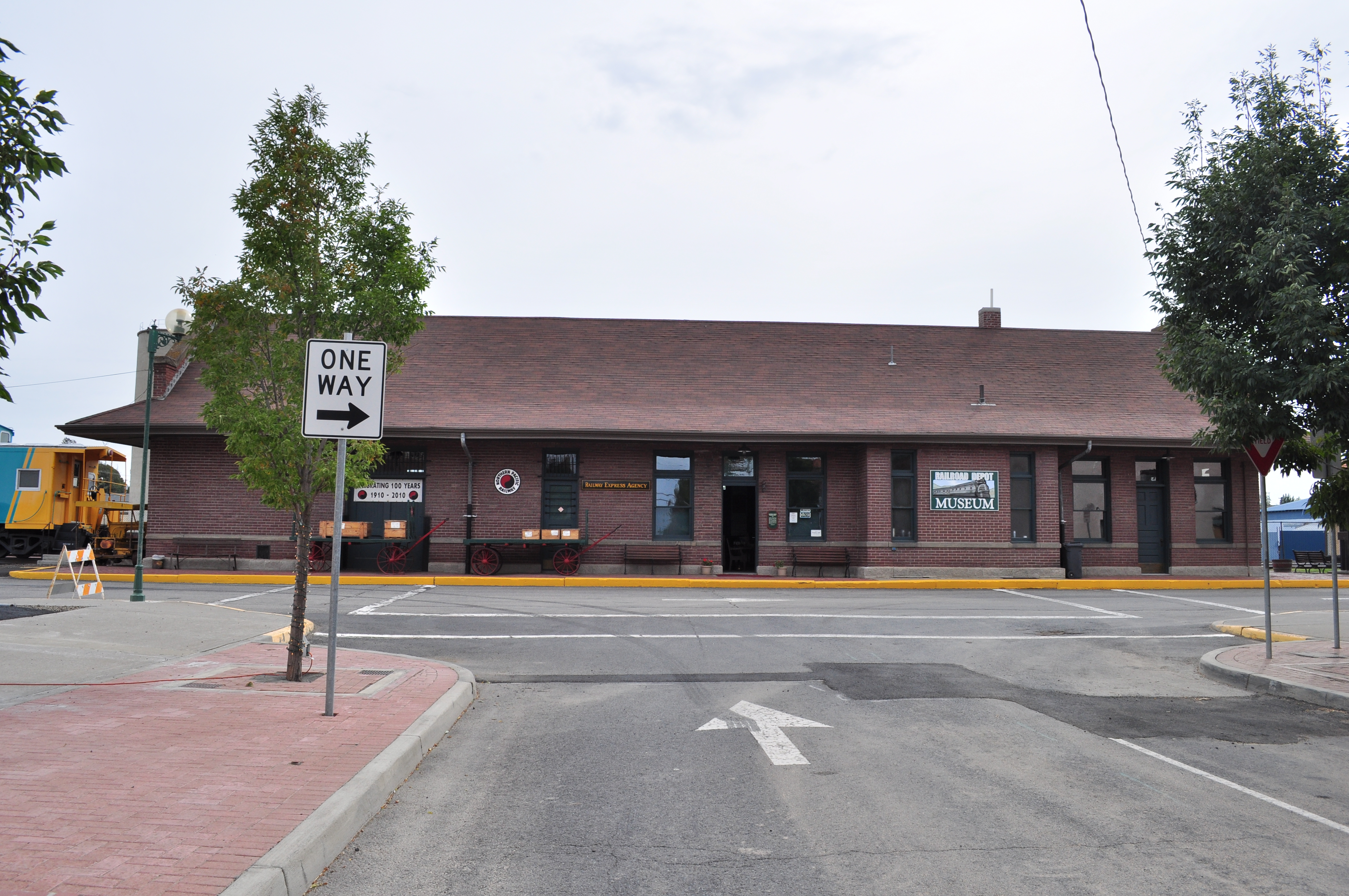
Das Northern Pacific Railway Depot

## Spiegel in der Popkultur
Die Grunge-Band Mudhoney aus Seattle spielte auf ihren 1992er Album Piece of Cake ein nach Ritzville benanntes Lied ein.
Christopher Bingham von der Pagan-Rock-Band Gaia Consort hat auf seinem 1995er Solo-Album Angel and the Hanged Man die beiden Songs Ritzville und South of Ritzville eingespielt.